# Canton (Minnesota)
Canton és una població dels Estats Units a l'estat de Minnesota. Segons el cens del 2000 tenia 343 habitants.

## Demografia
Segons el cens del 2000, Canton tenia 343 habitants, 157 habitatges, i 94 famílies. La densitat de població era de 132,4 habitants per km².
Dels 157 habitatges en un 27,4% hi vivien nens de menys de 18 anys, en un 45,9% hi vivien parelles casades, en un 9,6% dones solteres, i en un 39,5% no eren unitats familiars. En el 33,1% dels habitatges hi vivien persones soles el 19,7% de les quals corresponia a persones de 65 anys o més que vivien soles. El nombre mitjà de persones vivint en cada habitatge era de 2,18 i el nombre mitjà de persones que vivien en cada família era de 2,79.
Per edats la població es repartia de la següent manera: un 21,9% tenia menys de 18 anys, un 5,2% entre 18 i 24, un 25,4% entre 25 i 44, un 22,4% de 45 a 60 i un 25,1% 65 anys o més.
L'edat mediana era de 44 anys. Per cada 100 dones de 18 o més anys hi havia 100 homes.
La renda mediana per habitatge era de 23.409 $ i la renda mediana per família de 25.972 $. Els homes tenien una renda mediana de 22.917 $ mentre que les dones 21.000 $. La renda per capita de la població era de 14.373 $. Entorn del 14,9% de les famílies i el 13,2% de la població estaven per davall del llindar de pobresa.

## Poblacions més properes
El següent diagrama mostra les poblacions més properes.